# سیارک ۱۵۳۸۱
سیارک ۱۵۳۸۱ (به انگلیسی: 15381 Spadolini، نامگذاری:1997RB1) پانزده هزار و سیصد و هشتاد و یکمین سیارک کشف شده‌است که در ۱ سپتامبر ۱۹۹۷ کشف شد.
قدر مطلق سیارک برابر ۱۴٫۵۰ است.